# Maresciallo maggiore
Maresciallo maggiore è un grado militare dell'Arma dei carabinieri è preceduto nella scala gerarchica da quello di maresciallo capo e succeduto da quello di luogotenente. Esso è stato reintrodotto nel 2017 con la riforma delle carriere ma fu già in vigore dal 1906 al 1995 anche nell'Esercito italiano e presente nella scala gerarchica del Corpo militare della Croce Rossa Italiana.

Grado da controspallina da maresciallo maggiore

## Storia
Il maresciallo maggiore era il grado di vertice della categoria dei marescialli, subordinato solo all'aiutante di battaglia, il quale, però, poteva essere conseguito solo per meriti di guerra. 
Fino al 1972 i marescialli erano inquadrati in tre livelli gerarchici: maresciallo ordinario, maresciallo capo e maresciallo maggiore ed avevano come distintivo rispettivamente uno, due o tre binari dorati screziati di nero posti in senso verticale sulle controspalline. In seguito, negli anni settanta, venne aggiunto il grado di maresciallo maggiore aiutante, detto anche più semplicemente maresciallo aiutante o solo aiutante, sovraordinato agli altri gradi, che veniva conseguito a scelta tra i marescialli maggiori più meritevoli, ma sempre subordinato al grado di aiutante di battaglia. Tale grado si distingueva in quanto era raggiungibile tramite promozione a scelta e non per anzianità, ed aveva lo stesso distintivo di grado del maresciallo maggiore, ma con i binari screziati di rosso. Dopo il 1972 per tutti i marescialli i binari erano posti in orizzontale.
All'entrata in guerra dell'Italia nel primo conflitto mondiale i gradi di Maresciallo ordinario, Maresciallo capo e Maresciallo maggiore divennero rispettivamente Maresciallo di compagnia, Maresciallo di battaglione e Maresciallo di reggimento. Nel 1916 venne istituito il grado di "aiutante di battaglia", raggiungibile sia dai sottufficiali che dalla truppa unicamente per meriti di guerra, indipendentemente dal grado rivestito in precedenza.
Il distintivo di grado di maresciallo maggiore era costituito da tre binari dorati screziati di nero posti in verticale sulla controspallina. Dal 1972 i binari erano posti in orizzontale. Gli aiutanti avevano il medesimo distintivo di grado, ma con i binari screziati di rosso.
Nel 1995 la legge sulla professionalizzazione delle forze armate italiane portò nell'esercito ad una ridenominazione dei gradi dei marescialli in base alla quale si aveva la seguente trasformazione:
- maresciallo ordinario ---> maresciallo;
- maresciallo capo ---> maresciallo ordinario;
- maresciallo maggiore ---> maresciallo capo;
- maresciallo maggiore aiutante ---> maresciallo aiutante (dal 2001 ridenominato "primo maresciallo");
- maresciallo maggiore aiutante carica speciale ---> luogotenente (semplice qualifica e non grado a sé stante).

Con tale legge veniva abrogata la denominazione di maresciallo maggiore, e nell'Arma dei Carabinieri il grado di maresciallo maggiore aiutante ha assunto la denominazione di maresciallo aiutante S.U.P.S. (sostituto ufficiale di pubblica sicurezza). 
Nel 2017, in seguito al riordino dei ruoli e delle carriere del personale delle Forze armate, nell'Arma dei Carabinieri al posto del maresciallo aiutante S.U.P.S. è stato reintrodotto il grado di maresciallo maggiore.